# Спрингфилдска нуклеарна електрана
Спрингфилдска нуклеарна електрана је измишљена нуклеарна електрана из анимиране телевизијске серије Симпсонови. Власник електране је Чарлс Монтгомери Бернс.
Радници су:
- Хомер Џеј Симпсон
- Карлтон Карлсон
- Ленфорд Леонард
- Френклин „Френк” Грајмс Старији
- Вејлон Џозеф Смитерс
- Чарлс Монтгомери Бернс
- Трепко